# George Joye
George Joye (* um 1495 in Renhold/Bedfordshire; † 1553 in London) unterstützte William Tyndale bei der Bibelübersetzung.
Er bearbeitete zum Beispiel Martin Bucers Psalmen-Kommentar 1530, gab unter den Pseudonymen James Sawtrye und Lewes Beuchame Schriften zur Unterstützung der Reformation in England heraus; eigene wie „Ortulus anime“, 1530, wie auch eine lollardische (ca. 1300): „The praier and complaynte of the ploweman unto Christe“, 1531.
Über der Arbeit an der Bibel-Übersetzung – Joye scheint sich mit Federn Tyndales geschmückt zu haben – erfolgte der Bruch mit Tyndale.
Er starb im Jahr der Rekatholisierung Englands unter Maria I., unklar, ob als Märtyrer der Reformation.